# Lyndon Township (Michigan)
Lyndon Township é uma cidade do condado de Washtenaw no estado de Michigan. A população era de 2.728 hab. no Censo 2000.